# Stała Gelfonda-Schneidera
Stała Gelfonda-Schneidera – matematyczna stała równa {\displaystyle 2^{\sqrt {2}}=2{,}6651441426902251886502972498731\dots }
Jest to przykład liczby przestępnej. Zostało to udowodnione w 1930 roku przez Rodiona Kuźmina.